# Аїмське сільське поселення
Аї́мське сільське поселення (рос. Аимское сельское поселение) — сільське поселення у складі Аяно-Майського району Хабаровського краю Росії.
Адміністративний центр та єдиний населений пункт — село Аїм.

## Населення
Населення сільського поселення становить 153 особи (2019; 205 у 2010, 294 у 2002).

## Історія
Станом на 2002 рік існувала Аїмська сільська адміністрація (село Аїм), яка перетворена на сільське поселення 30 червня 2004 року.